# Speleoharpactea
Speleoharpactea is een geslacht van spinnen behorend tot de familie celspinnen (Dysderidae).

## Soort
- Speleoharpactea levantina Ribera, 1982